# Boulevard Ernest-Gasquy
Le boulevard Ernest-Gasquy est un boulevard marseillais situé dans le 12e arrondissement.

## Situation et accès
Les avenues Vian et Cécile, qui donnent dans le même boulevard, et qui furent percées entre 1924 et 1930, ont été ainsi nommées d'après l'épouse d'Ernest Gasquy, Marie Vian (1854-1908), et sa petite fille, Cécile d'Isoard de Chénerilles (1907-1930).

## Origine du nom
Il est nommé d'après le propriétaire des terrains sur lequel il est bâti, le banquier Ernest Gasquy (1850-1921).

## Historique
Il fut percé dans un axe nord/sud en 1922, à la suite du morcellement de la campagne Poussibet, sur lequel il fut implanté. Il permettait à sa construction de desservir les lotissements nouvellement sortis de terre, puis a offert la possibilité, après la Seconde Guerre mondiale, de relier l'avenue des Caillols au chemin de Saint-Jean du Désert par l'avenue de Garlaban, construite dans son prolongement sur un axe Ouest/Est. 